# Fergania
Fergania là chi thực vật có hoa trong họ Apiaceae.